# Tandem (groupe)
Pour les articles homonymes, voir Tandem (homonymie).
 (janvier 2008).
Si vous disposez d'ouvrages ou d'articles de référence ou si vous connaissez des sites web de qualité traitant du thème abordé ici, merci de compléter l'article en donnant les références utiles à sa vérifiabilité et en les liant à la section « Notes et références ».
Tandem est un groupe de hip-hop français originaire d'Aubervilliers (Seine-Saint-Denis) et actif de 1999 à 2012. Il comptait dans ses rangs les rappeurs Mac Tyer (Socrate Petnga) et Mac Kregor (Makenzy Guerrier) ainsi que Mac Thyff (Ayoub M'Boumene), Dontcha, DJ Afther (Nouzayeb Vezety) et Yamakazy (Dimé Vezety).

## Biographie

### Formation et débuts
Tandem est formé en 1999 par Mac Tyer (d'origine camerounaise) et Mac Kregor (d'origine haïtienne), Mac Thyff, DJ Afther et Yamakasy. Mac Tyer est résident d'Aubervilliers et Mac Kregor de Saint-Denis, Dj Afther, Mac Thyff et Yamakazy vivent pour leur part à La Courneuve (Seine-Saint-Denis).
À ses débuts, le groupe répond au nom Perestroika. Ses membres sont alors Mac Tyer, Mac Kregor, Mac Thyff, Dontcha (qui lui rendra hommage en 2006 via la chanson La Perestroïka avec Tandem en feat.), DJ Afther et Yamakazy. Mais Perestroika ne dure qu'un an, le groupe n'apparaissant qu'à deux reprises : au complet sur la compilation Colis suspect de MASS puis sur Phonographe du groupe ATK – et ce sans Mac Kregor.
Perestroika se sépare en 2000 ; Dontcha continue en solo. En 2001, à la suite du décès de DJ Afther, Yamakazy quitte le groupe juste avant la rentrée en studio du premier maxi. Mac Thyff s'éloigne quant à lui pour des raisons personnelles.
Restés ensemble, les deux Mac (Tyer et Kregor) fondent alors Tandem. Premières apparitions sur la compilation Mission Suicide (chansons Sport De Sang et Meilleurs Vœux 2). En 2001, ils reviennent sur les compilations Sachons dire non 2, Première Classe 2 et Cut Killer Show 2.
Le premier projet du groupe, Ceux qui le savent m'écoutent, est publié en septembre 2001. Ce mini-album de neuf titres marque son territoire par ses instrus sombres et ses textes crus. En juin 2004, Tandem sort la mixtape Tandematique modèle vol. 1 qui retrace leur parcours.

### C'est toujours pour ceux qui savent
En 2005, Tandem publie son premier album studio, C'est toujours pour ceux qui savent. Considéré comme un classique du rap français, il connaît un succès d'estime. On retient entre autres l'original concept de trois chansons qui se suivent, jusqu'à donner lieu à un court métrage grâce aux clips, également successifs, illustrant les trois titres (Un jour comme un autre, Frères ennemis et Le jugement). Outre Mac Tyer et Mac Kregor, ce court-métrage intitulé La Trilogie met en scène Diam's, Faf Larage, Lino, Tunisiano, Kery James, Kazkami, Booba, Mokobé et Sylvain Wiltord. Une réédition de l'album est publiée pendant les émeutes qui ont frappé les banlieues françaises. 
En 2005, Mac Tyer produit la compilation Patrimoine du Ghetto.
En 2006, Mac Kregor produit sa compilation, Insurrection, où posent des rappeurs comme Akhenaton, Sinik, Lino, Alibi Montana ou encore Soprano. 
Fin 2006 Mac Tyer sort son premier (double) album solo : Le Général, qui ne connaît pas un très grand succès commercial. 
Mac Kregor publie son premier projet solo, Catharsis, en 2007. Son titre fait référence à une métaphore d'Aristote sur la façon de purger ses passions par la rhétorique, l'art ou la politique. Double (street) album, Catharsis comporte 30 titres dont 27 inédits.
Après de multiples reports, le deuxième album de Mac Tyer sort le 24 novembre 2008. Il s'intitule D'où je viens. Contrairement à son prédécesseur (Le Général), cet album est publié en indépendant après que Socrate a récupéré son contrat auprès de Because. 
Mac Kregor publie deux street albums coup sur coup en 2009 : Autarcie et Oparcie.
En 2010, So sort en compagnie de la X.plosif Click le street CD Dernier gang. Il publie son troisième album solo, Hat trick, le 27 septembre de la même année. 
Le 25 décembre 2012, Mac Kregor annonce la fin du groupe aux deux autres membres de Tandem dans une interview donnée à Sinox et publiée sur YouTube : « Tandem, c'est fini, il n'y aura plus d'album commun. » Ils souhaitent chacun continuer une carrière en solo ; Mac Kregor insiste par ailleurs sur le fait que le split n'est pas dû à une rivalité particulière entre les trois hommes.

## Discographie

### Albums studio
- 2005 : C'est toujours pour ceux qui savent

### EPs
- 2001 : Ceux qui le savent m'écoutent
- 2005 : La Trilogie

### Mixtape
- 2004 : Tandematique Modèle vol.1

### Albums solo
- 2005 : Résurrection (mixtape ; Mac Kregor)
- 2006 : Insurrection (mixtape ; Mac Kregor)
- 2007 : Catharsis (street album ; Mac Kregor)
- 2008 : Autarcie (street album ; Mac Kregor)
- 2009 : Oparcie (album ; Mac Kregor)
- 2005 : Patrimoine du ghetto (mixtape ; Mac Tyer)
- 2006 : Le Général (double album ; Mac Tyer)
- 2008 : D'où je viens (album ; Mac Tyer)
- 2010 : Hat trick (album ; Mac Tyer)
- 2012 : Untouchable (album ; Mac Tyer)
- 2013 : Banger (street album ; Mac Tyer)
- 2014 : Banger 2 (Mac Tyer)

### Album collaboratif
- 2010 : Dernier gang (street album de la X.plosif Click)

## Clips
- 2003 : Rap sauvage - 4e titre de la compilation Fat Taf
- 2004 : 93 hardcore - 19e titre de la mixtape Tandematique Modèle Vol.1
- 2005 : La trilogie - Chapitre 1, un jour comme un autre (Mac Tyer) / Chapitre 2, frères ennemis (Mac Tyer et Mac Kregor) / Chapitre 3, le jugement (avec Diam's, Kery James, Kazkami, Faf La Rage, Lino, Tunisiano) - 7e 8e et 9e titre de l'album C'est toujours pour ceux qui savent
- 2005 : Trop Speed - 11e titre de l'album C'est toujours pour qui savent